# Munna neozelanica
Munna neozelanica är en kräftdjursart som beskrevs av Charles Chilton1891. Munna neozelanica ingår i släktet Munna och familjen Munnidae.
Artens utbredningsområde är havet kring Nya Zeeland. Inga underarter finns listade i Catalogue of Life.